# Saltador de agua
El Saltador de agua, también conocido como Llamhigyn Y Dwr, es una criatura del folclore de Gales que vivía en pantanos y charcas. 
Es descrito como una rana gigantesca con las alas de un murciélago en vez de patas delanteras, sin piernas traseras, y una cola larga, parecida a la de un lagarto con un aguijón al final. Salta a través del agua usando sus alas, de ahí su nombre. 